# Sailaufbach
Der Sailaufbach oder die Sailauf ist ein Mittelgebirgsbach im bayrischen Spessart. Er ist ein rechter und nordwestlicher Zufluss der Laufach im  unterfränkischen Landkreis Aschaffenburg und mit seiner Länge von knapp sechseinhalb Kilometer deren größter Nebenlauf.

## Name
Der ursprüngliche Gewässername "Sailauf" besteht aus den mittelhochdeutschen Wörtern sîgen und loufe. Sie bedeuten sich senkender Wasserlauf. Der Bach gab dem Ort Sailauf seinen Namen.

## Geographie

### Verlauf
Der Sailaufbach entspringt auf einer Höhe von 312 m ü. NHN am Fuße des Bergrückens der Eselshöhe in einem Tal südwestlich des Engländers. Seine Quelle liegt am Westhang der Steigkoppe (502 m) in einer Exklave der Gemeinde Sailauf im Sailaufer Forst. Er fließt in südwestliche Richtung an einem Steinbruch vorbei, wo der weithin bekannte Sailaufit gefunden wurde.
Der Bach erreicht danach Obersailauf. Dort mündet der Obere Steinbach und der Sailaufbach durchfließt den Ort direkt neben der Kreisstraße AB 2. In Mittelsailauf fließt ihm sein größter Zufluss, der Eichenberger Bach zu, der fälschlicherweise auf manchen Karten als Oberlauf des Sailaufbaches bezeichnet wird. 
Der Sailaufbach verläuft dann durch Untersailauf, wo er den Erlenbach aufnimmt. Bei den Weyberhöfen unterquert er die Bundesstraße 26 und er mündet auf 148 m ü. NHN in die Laufach.

### Zuflüsse
- Oberer Steinbach (rechts)
- Eichenberger Bach (rechts)
- Erlenbach (rechts)

### Flusssystem Aschaff
- Liste der Fließgewässer im Flusssystem Aschaff

## Geschichte

### Mühlen
- Mühle in Obersailauf
- Wenzelmühle (Burkartsmühle)
- Bergmannsmühle
- Fuchsmühle (Wiesenmühle)
- Ölmühle

## Fauna
Im Sailaufbach kommen Bach- und Regenbogenforellen vor.